# Школа червоных старшин

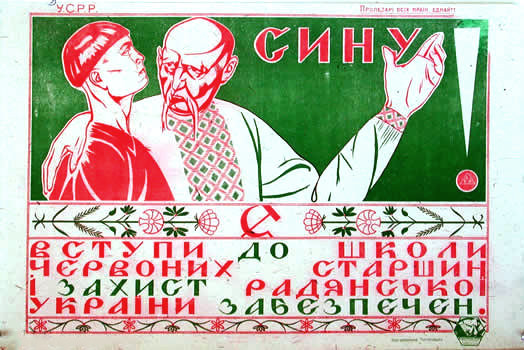
Плакат, призывающий вступать в Школу червоных старшин: «Сину! Вступи до школи червоних старшин i захист радянської України забезпечен!».

Шко́ла черво́ных старши́н (от украинского Школа красных командиров) — военно-учебное заведение в Харькове (УССР) для подготовки командных кадров Красной армии (в частности командного состава подразделений Украинской Красной Армии, Украинской Советской Армии, Украинской Повстанческой Армии, Корпуса Красных (Червонных) Казаков Республики 1920-х гг. и т. д. — согласно документов) в 1920—1938 годах. Важно понимать, что до 1920-х гг. в украинском языке, в частности в языке представителей казачьего сословия с территории Украины (Малороссии) слово «старшина» фактически означало «военный офицер, командир» ещё с незапамятных времён Гетьманщины. В дальнейшем несколько подобных школ (училищ) некоторое время существовали также в других городах молодой Украинской Республики (напр. в Киеве).
Размещалась по почтовому адресу: улица Володарского, дом № 46, город Харьков, УССР, в помещении бывшей семинарии (сейчас ул. Семинарская).

## Организация и реорганизации
Школа червоных старшин в Харькове была создана в 1920 году как центральное военное училище Советской Украины с перспективой развертывания в сеть национальных военных школ разных родов войск. Её организация происходила под влиянием концепции Льва Троцкого о создании в советских республиках местных Красных армий. В 1921 году начала работу Киевская школа красных офицеров, а в октябре 1922 года было проведено слияние обеих учреждений в так называемую Объединенную школу красных офицеров, которая потеряла статус центральной. С октября 1923 года школа носила название «5-я Объединённая школа красных офицеров», с конца 1924 года — «Школа красных офицеров им. ВУЦИК».
С октября 1922 по сентябрь 1923 года на должности помощника начальника по политической части школы, а с декабря 1928 по апрель 1929 — на должности помощника начальника и начальника учебной части, работал Кирпонос Михаил Петрович, окончивший в 1922 году экстерном Киевскую школу красных офицеров.
С декабря 1933 г. по январь 1935 г. — начальник и военный комиссар школы был Зубок, Александр Ефимович.

## Выпускники —Герои Советского Союза
- К. С. Москаленко — Маршал Советского Союза;
- С. Г. Поплавский — генерал армии;
- Ф. Ф. Жмаченко — командующий 40-й армии, который принимал участие в форсировании Днепра, генерал-полковник;
- М. П. Кирпонос — командующий Юго-Западным фронтом, возглавлял оборону Киева в 1941 году, генерал-полковник;
- В. С. Антонов — командир 301-й стрелковой дивизии, отличился в Висло-Одерской операции;
- И. Д. Бурмаков — командир 31-й гвардейской стрелковой дивизии, которая во время штурма Кенигсберга первой прорвала оборону противника, генерал-лейтенант;
- Б. Р. Еремеев — командир 11-й гвардейской тяжелой танковой бригады, отличился в Берлинской операции, генерал-майор танковых войск;
- Г. С. Зданович — командир ряда дивизий в ВОВ, генерал-майор;
- Е. П. Шаповалов — командир 23-й гвардейской мотострелковой бригады, генерал-майор;
- В. И. Недбаев — командир 358 стрелкового полка, который форсировал реку Одер и первый захватил плацдарм на территории противника, полковник;
- К. Ф. Ребрик — командир мотострелкового батальона, отличился во время освобождения Польши, полковник;
- Г. П. Савчук — полковник;
- С. И. Полянский — подполковник;
- и, возможно, другие.

## Военные ВУЗы-наследники
- С 1951 года в здании Школы находилось Первое Харьковское авиационно-техническое Краснознаменное училище.
- С 1976 — Харьковское высшее военное авиационное инженерное Краснознамённое училище.
- С 1992 — Харьковский институт лётчиков ВВС Украины.
- С 2002 на базе Харьковского института лётчиков ВПС Украины и Киевского института ВВС Украины был создан Харьковский университет Воздушных Сил имени Ивана Кожедуба.